# Practolol
Practolol (Eraldin, Dalzic, Praktol, Cardiol, Pralon, Cordialina, Eraldina, Teranol) là thuốc chẹn beta chọn lọc (thuốc chẹn beta-1) đã được sử dụng trong điều trị khẩn cấp rối loạn nhịp tim. Practiceolol không còn được sử dụng vì nó có độc tính cao mặc dù sự tương tự của công thức hóa học của nó với propranolol.    Sau khi được giới thiệu, keratoconjunctivitis sicca, sẹo kết mạc, xơ hóa, metaplasia và co rút phát triển ở 27 bệnh nhân như là một phản ứng bất lợi với thực hành. Phát ban, loét mũi và niêm mạc, viêm phúc mạc xơ hoặc nhựa, viêm màng phổi, tổn thương ốc tai và viêm tai giữa bí mật cũng xảy ra trong một số trường hợp.    Ba bệnh nhân bị mất thị lực sâu sắc mặc dù hầu hết vẫn giữ được thị lực tốt. Các triệu chứng và dấu hiệu được cải thiện khi ngừng thuốc, nhưng giảm tiết nước mắt vẫn tồn tại ở hầu hết bệnh nhân. (Tạp chí Y học Anh, ngày 15 tháng 3 năm 1975)

## Lịch sử
Hợp chất được nghiên cứu bởi các nhà khoa học tại Phòng nghiên cứu của Bộ phận Dược phẩm ICI ở Alderley Park với các nhà sinh lý học tại Đại học Leeds vào đầu những năm 1970 khi nó được gọi là hợp chất ICI 66082; họ sử dụng chó, mèo và chuột trong cuộc điều tra của họ. Nghiên cứu trước đó cũng đã được thực hiện sớm nhất là vào năm 1967 về điều này và các phân tử tương tự của các nhóm nghiên cứu khác cũng với ICI.

## Tác dụng phụ
Tác dụng phụ tương tự như các thuốc chẹn beta khác, chẳng hạn như co thắt phế quản, suy tim, tứ chi lạnh, mệt mỏi và trầm cảm, hạ đường huyết.
Hơn nữa, việc sử dụng mãn tính thực hành có thể gây ra hội chứng oculomucocutrial, một hội chứng nghiêm trọng có các dấu hiệu bao gồm viêm kết mạc sicca và phát ban vẩy nến, viêm tai giữa và viêm thanh quản. Hội chứng này đã không được quan sát với các thuốc chẹn beta khác.

## Lệnh cấm
Thuốc này đã được rút khỏi thị trường ở Ấn Độ.

## Tổng hợp
Một phần của cấu trúc đến từ (1) dựa trên paracetamol. 
Một tổng hợp có sẵn liên quan đến cấu hình tuyệt đối của đồng phân quang mạnh hơn với (+)-axit lactic. Dẫn xuất glycerol (2) có sẵn từ D- mannitol và duy trì hoạt động quang học vì hai chức năng rượu 1° được bảo vệ khác nhau. Displacement với natri p-acetamidophenoxide (1, deprotonated paracetamol) cho 3 được deprotected với axit loãng, hàm rượu chính là chọn lọc phản ứng với một phân tử tương đương với tosyl chloride và pyridin, sau đó xử lý bằng NaOH trong Dimethylsulfoxit để mang lại 3. Mở Epoxide bằng isopropylamine dẫn đến prolactolol có hoạt tính quang học (4).     